# Mimosa sousae
Mimosa sousae är en ärtväxtart som beskrevs av R.Grether. Mimosa sousae ingår i släktet mimosor, och familjen ärtväxter. Inga underarter finns listade i Catalogue of Life.